# 돌이킬 수 없는 약속
소설 《돌이킬 수 없는 약속》(誓約)은 아쿠마루 가쿠라는 일본인 작가가 쓴 소설이다. 2019년 5월 17일, SNS에서 좋은 반응을 얻으며 역주행 베스트 셀러가 된 돌이킬수 없는 약속이 종합 10위, 소설분야 1위에 올랐다.

## 줄거리
소설의 주인공, 무카이가 자신의 술집을 소개하는 것으로 이야기는 시작한다.
술집에서 마스터라 불리는 무카이는 오너라 불리는 동업자, 오치아이와 알바생으로 일하는 고헤이,
고헤이와 같은 기간에 일하게 된 알바생 메구미가 있다. 무카이는 술집을 운영하며 가족과 살던 도중에,
꺼내고 싶지 않았던 그의 과거를 알리는 편지 한통이 도착한다.
그곳엔 '그들이 감옥에서 나왔습니다!'라고 적혀있었다. 사실 무카이는 과거 야쿠자에게 쫓기는 신세가 되어버려
목숨을 위협받던 도중, 노파를 만난다. 그 노파는 노부코. 딸 유키코가 범인 2명에게 잔혹하게 살해당한 후,
복수할 날만을 기다리던 도중 암 말기 판정을 받은 사람이었다. 그러다 비슷해보이는 처지의 무카이에게 말을 걸었고,
그 사람들을 죽여준다는 조건 하에 전 재산을 주어 신분세탁을 할 수 있도록 도와주었다.
노부코가 죽었을거라 생각하고 있던 무카이는 놀랄 수 밖에 없었고, 무시하려 했으나 지속되는 협박으로 두 남자를 죽이러 나섬과 동시에, 노부코 행세를 하는 사람을 찾아나선다...

## 등장인물
- 무카이=소설의 주인공으로 등장하며, 마스터라 불리는 것이 특징이다. 오치아이와는 오랜 친구.
- 오치아이=소설에서 무카이와 같이 술집의 동업자이며, 오너라 불리는 것이 특징이다. 피해자 히데미의 약혼자.
- 고헤이=일자리 없이 떠돌다 바텐더 모집공고를 보고 알바생이 되었다. 피해자 히데미의 아들이다.
- 이 아래는 잠시 등장하는 인물들이다.
- 노부코=복수심만을 가지고 살아온 말기암 환자. 무카이가 신분세탁을 할 수 있게 도와주었고, 딸 유키코가 살해당했다.
- 히데미=오치아이의 약혼자. 모종의 사건으로 자살하고, 고헤이의 어머니이다.
- 마카베=무카이가 야쿠자에게 쫓길때 도망치게 도와주었고, 신분 세탁을 할 수 있게 도와주었다.
- 가오루와 호노카=주인공 무카이가 신분세탁을 하고 만난 아내이며, 호노카는 어린 딸이다. 쥰과 동갑이다.
- 유키코=노부코의 하나뿐인 딸이고, 살해당하게 된다. 모든 사건의 시작점이다.
- 메구미=고헤이와 비슷한 시기에 술집에 알바로 들어왔다. 오치아이를 좋아하며 9살내기 아들 쥰이 있다.

## 웹툰
웹툰화 된 돌이킬수 없는 약속이다.

## 외부 사이트
돌이킬수 없는 약속